# Polyscias cissiflora
Polyscias cissiflora är en araliaväxtart som först beskrevs av Baker, och fick sitt nu gällande namn av Hermann Harms. Polyscias cissiflora ingår i släktet Polyscias och familjen Araliaceae. Inga underarter finns listade.